# Бух (Таунус)
Бух (њем. Buch) општина је у њемачкој савезној држави Рајна-Палатинат. Једно је од 137 општинских средишта округа Рајн-Лан. Према процјени из 2010. у општини је живјело 592 становника. Посједује регионалну шифру (AGS) 7141019.

## Географски и демографски подаци
Бух се налази у савезној држави Рајна-Палатинат у округу Рајн-Лан. Општина се налази на надморској висини од 290 метара. Површина општине износи 4,2 km². У самом мјесту је, према процјени из 2010. године, живјело 592 становника. Просјечна густина становништва износи 141 становника/km².